# アロース
アロース (allose, All) は、六炭糖およびアルドースに分類される単糖の一種。グルコースの 3 位のエピマーである。希少糖の中では、プシコースと並び、最も研究がなされている。水に対して溶解するが、メタノールには不溶である。アフリカに自生するヤマモガシ科プロテア属の低木Protea rubropilosaの葉から誘導体が単離されている。
抗酸化作用を示し、虚血による神経細胞死の保護作用や、癌細胞増殖抑制作用などを示すことが明らかにされている。
水溶液中では異性化を起こし、環状構造との混合物となる（変旋光）。平衡状態では、β-ピラノース体の存在比が最も高い。